# Ljusstreckad nyckelpiga
Ljusstreckad nyckelpiga (Myzia oblongoguttata) är en art i insektsordningen skalbaggar som tillhör familjen nyckelpigor. 

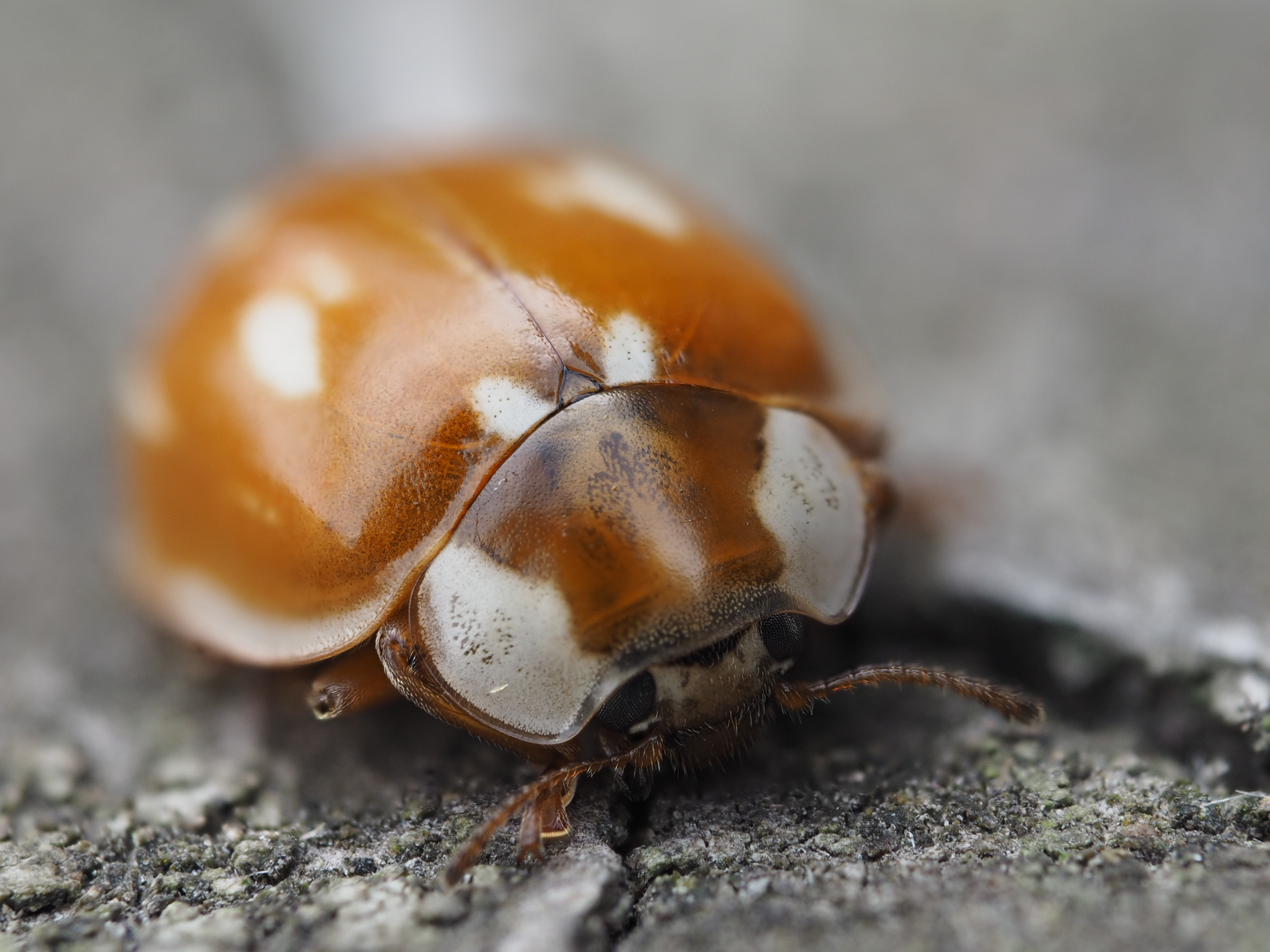
Ljusstreckad nyckelpiga från Uppland

Den ljusstreckade nyckelpigan har en kroppslängd på sex till nio millimeter. Täckvingarna är rostbruna till rödbruna i färgen med ljusare, vitaktiga fläckar och linjer. Fläckarna kan ibland gå i varandra. På ömse sidor om skutellen finns alltid en ljus fläck, men mönstret på övriga delen av täckvingarna kan variera mellan olika individer. Halsskölden har liknande färg som täckvingarna, men med ljusa sidor. Antennerna och benen är brunaktiga till gulbrunaktiga.
Den ljusstreckade nyckelpigans habitat är främst barrskogar, och arten är särskilt knuten till tallar. Både som fullbildad insekt, imago, och som larv livnär den sig på bladlöss. Dess naturliga utbredningsområde omfattar Europa och Asien.